# Чаробни Мајк XXL
Чаробни Мајк XXL (енгл. Magic Mike XXL) америчка је драмедија из 2015. године. Режију потписује Грегори Џејкобс, по сценарију Рида Керолина. Наставак је филма Чаробни Мајк из 2012. године. Главне улоге тумаче Ченинг Тејтум, Мет Бомер, Кевин Неш и Џо Манганијело.
Премијерно је приказан 26. јуна 2015. године у Холивуду, док је приказивање у биоскопима започело 1. јула у Сједињеним Америчким Државама, односно 16. јула у Србији. Добио је углавном позитивне рецензије критичара и зарадио преко 122 милиона долара. Наставак, Чаробни Мајк: Последњи плес, приказан је 2023. године.

## Радња
Три године након што је престао да се бави стриптизом, Мајк има сопствени бизнис. Тарзан га обавештава да је Далас „нестао”. Верујући да му је бивши шеф умро, Мајк одлази у хотел да пронађе своје пријатеље, на забави поред базена.
Након што су открили да их је Далас позвао да започну нови наступ у Макау и са собом повео само „Клинца” (позивајући се на Адама из претходног филма), они укључују Мајка у овај план: желе да заврше каријере на великој забави. Касније, док је покушавао да ради, Мајк плеше уз песму уз коју је играо стриптиз. Оснажен, Мајк одлучује да им се осталима придружи на путовању.
Возе се комбијем у власништву Тита и Тобијаса. Да би Ричију доказао да је спреман да се посвети путовању, Мајк учествује у аматерском такмичењу дрег краљица, а остали му се убрзо придружују. Затим одлазе на плажу где Мајк путем насиља решава своје проблеме са Кеном. Мајк такође упознаје фотографкињу по имену Зои која му каже да оде у Њујорк. Они флертују, али пристају да немају секс.
На путу, Мајк предлаже да промене своју рутину након што група (осим Тарзана) узме МДМА. На бензинској пумпи приморава Ричија да покуша да насмеје благајника импровизованим стриптизом. Ово инспирише друге да напусте своје старе рутине. Убрзо након тога, Тобијас се онесвести током вожње и судари се.
Сви осим њега остају неповређени, а он добија потрес мозга. У болници почињу да губе морал и размишљају о томе да одустану и крену кући. Мајк тада открива да његов посао са намештајем не иде тако добро и да више није са Брук након што је одбила његову просидбу. Група одлучује да настави даље.
У потрази за новим Ем-Сијем, Мајк доводи групу у стриптиз клуб у Савани у власништву Роме, жене са којом Мајк има историју. Упркос томе што јој је доказао да се његове вештине нису погоршале, не успева да је натера да им помогне. Међутим, она их одвезе до следеће станице тако што их вози Андре, репер/певач који ради у клубу.
Стигавши у вилу, Тито им каже да познаје девојку која тамо живи и да их очекује. Улазећи, поздрављају их њена мајка, Ненси, и њене пријатељице, све жене средњих година. Због Ненсиног задиркивања у почетку се осећају непријатно, али како ноћ одмиче, расположење се поправља. Мајк поново среће Зои, а она му прича да је други фотограф, под кринком потребе за помоћником, покушао да има ванбрачну везу са њом. Мајк је позива да поврати осмех на конвенцији.
Након што је спавала са Ричијем, Ненси им дозвољава да се одвезу аутом њеног бившег мужа до Мертл Бича. По доласку, изненађени су када виде Ром. Она се предомислила и пристаје да буде њихов Ем-Си. У помоћ су притекли и Андре и Малик. Пошто су припреме завршене, крећу на конвенцију где се стисну на место захваљујући Ром и њеној историји са организатором догађаја, Парисом. Наступ групе је успешан. Током Мајковог и Маликовог наступа, Мајк доводи Зои на сцену. Филм се завршава прославом, Тобијас се враћа комбијем и сви гледају ватромет поводом Дана независности.

## Улоге
- Ченинг Тејтум као Мајкл Лејн
- Мет Бомер као Кен
- Џо Манганијело као Ричи
- Кевин Неш као Тарзан/Ернест
- Адам Родригез као Тито
- Габријел Иглесијас као Тобијас
- Енди Макдауел као Ненси Дејвидсон
- Амбер Херд као Зои
- Џејда Пинкет Смит као Ром
- Елизабет Бенкс као Парис
- Доналд Гловер као Андре
- Мајкл Страхан као Огастус
- Стивен „tWitch” Бос као Малик
- Џејн Макнил као Меј
- Рода Грифис као Џулија
- Ен Хамилтон као Дајана
- Мери Крафт као Џесика
- Кари Ен Хант као Меган Дејвидсон
- Вики Вокс као Тори Снеч
- Кристал Хант као Лорен
- Дејдре Гудвин као Тарзанова девојка